# Helen Keller in Her Story
Helen Keller in Her Story conosciuto anche col titolo di The Unconquered è un documentario del 1954 diretto da Nancy Hamilton vincitore del premio Oscar al miglior documentario.
Il documentario racconta la vita della sordo-cieca Helen Keller.
Nel 2023 è stato selezionato per la conservazione nel National Film Registry degli Stati Uniti dalla Biblioteca del Congresso come "culturalmente, storicamente o esteticamente significativo".